# Pegásidas
Las Pegásidas son una lluvia de meteoros menor que ocurre anualmente entre finales de julio y principios de agosto, alcanzando su pico de actividad alrededor del 9 de agosto. Reciben su nombre debido a que su radiante se localiza en la constelación de Pegaso.  

## Historia
Las Pegásidas fueron reconocidas como una corriente meteórica distinta durante el siglo XX, aunque no tienen una larga historia documentada como otras lluvias más intensas. Su baja actividad ha dificultado su observación y estudio sistemático, siendo registradas principalmente por redes automatizadas de monitoreo de meteoros.

## Características
- Periodo de actividad: 7–13 de agosto
- Pico de actividad: 9 de agosto
- Tasa Horaria Cenital (THZ): 3–5 meteoros por hora
- Velocidad de entrada: aproximadamente 70 km/s
- Radiante: cercano a la estrella Markab, en la constelación de Pegaso

## Origen
El objeto progenitor de las Pegásidas no ha sido identificado con certeza. Algunos estudios sugieren que podrían estar asociadas con restos de un cometa extinto o un asteroide desintegrado, pero se requiere más investigación para confirmar su origen.

## Observación
Dada su baja THZ, las Pegásidas no suelen atraer mucha atención por parte del público general. Sin embargo, en lugares con cielos oscuros y mínima contaminación lumínica, pueden observarse meteoros veloces y brillantes. Son mejor visibles desde el hemisferio norte.